# Vilnius maraton
Vilnius maraton er et årligt maraton der afholdes i Vilnius i Litauen. Hovedsponsoren for løbet er Lietuvos Rytas. Det blev introduceret i 2001 som et 10 km løb og voksede til et maraton i 2004. Halvmaraton blev introduceret i 2006.
Rekorder: 
- Mænd: 2:21:15 Richard Rotich (2007)
- Kvinder: 2:46:59 Alena Vinickaja (2005)

## Eksternt link
- Vilnius maraton Arkiveret 15. september 2008 hos  Wayback Machine

| Sport | Spire Denne artikel om sport er en spire som bør udbygges. Du er velkommen til at hjælpe Wikipedia ved at udvide den. |